# Consorti dei sovrani di Francia
Questo è un elenco delle donne che hanno governato la Francia dal Medioevo sino al XIX secolo come consorti di Re o Imperatori francesi.

## Contesto storico
Secondo la legge che vigeva in Francia, per essere monarca bisognava necessariamente essere maschio, motivo per cui non sono esistite Regine o Imperatrici regnanti in Francia, a differenza dell'Inghilterra e della Scozia dove troviamo, per esempio, Elisabetta I e Maria Stuarda, la quale, tra l'altro, fu anche Regina consorte di Francia.

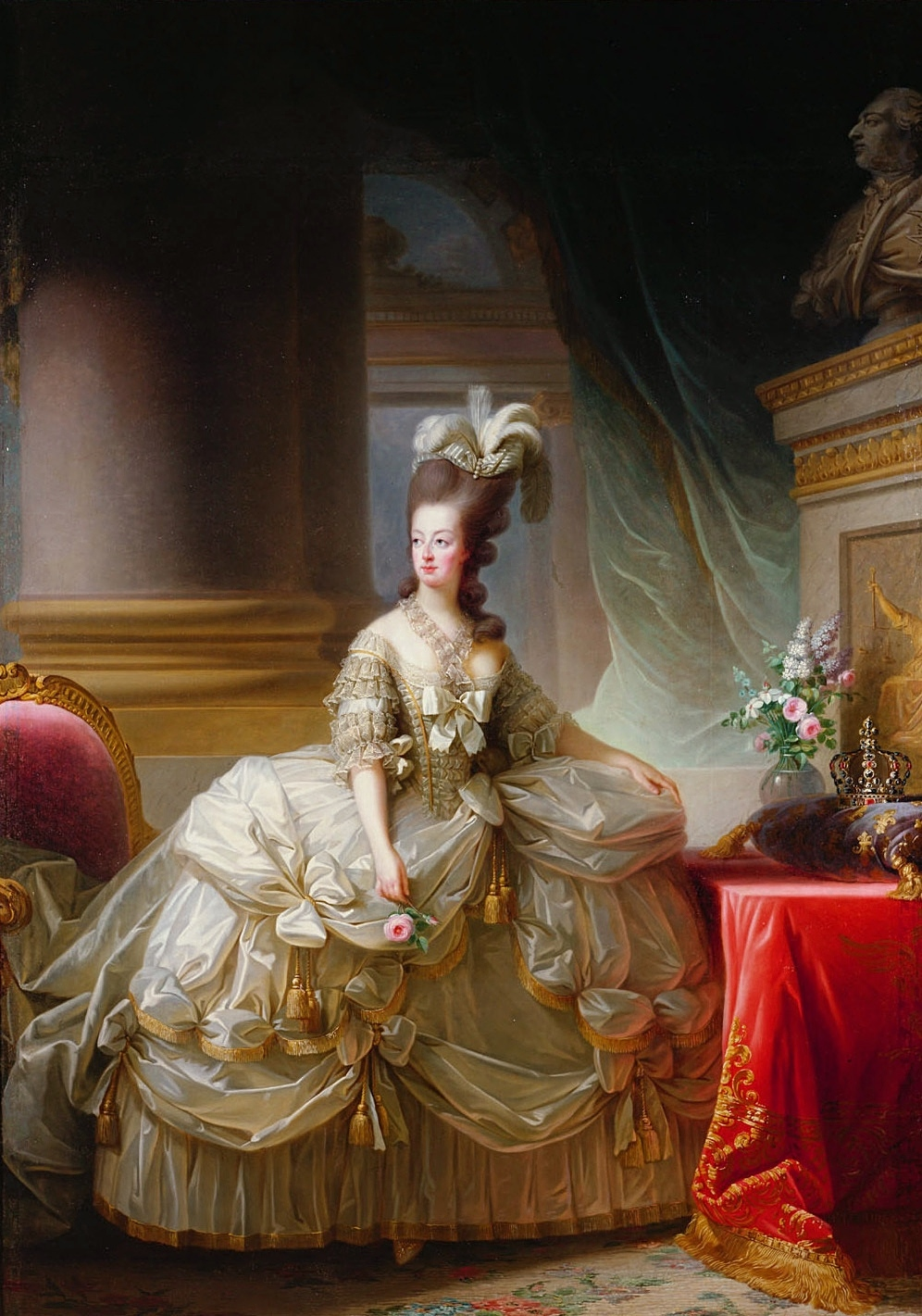
Maria Antonietta fu la più famosa, ma soprattutto l'ultima regina di Francia dell'Ancien Régime. Dipinto di Élisabeth Vigée Le Brun.

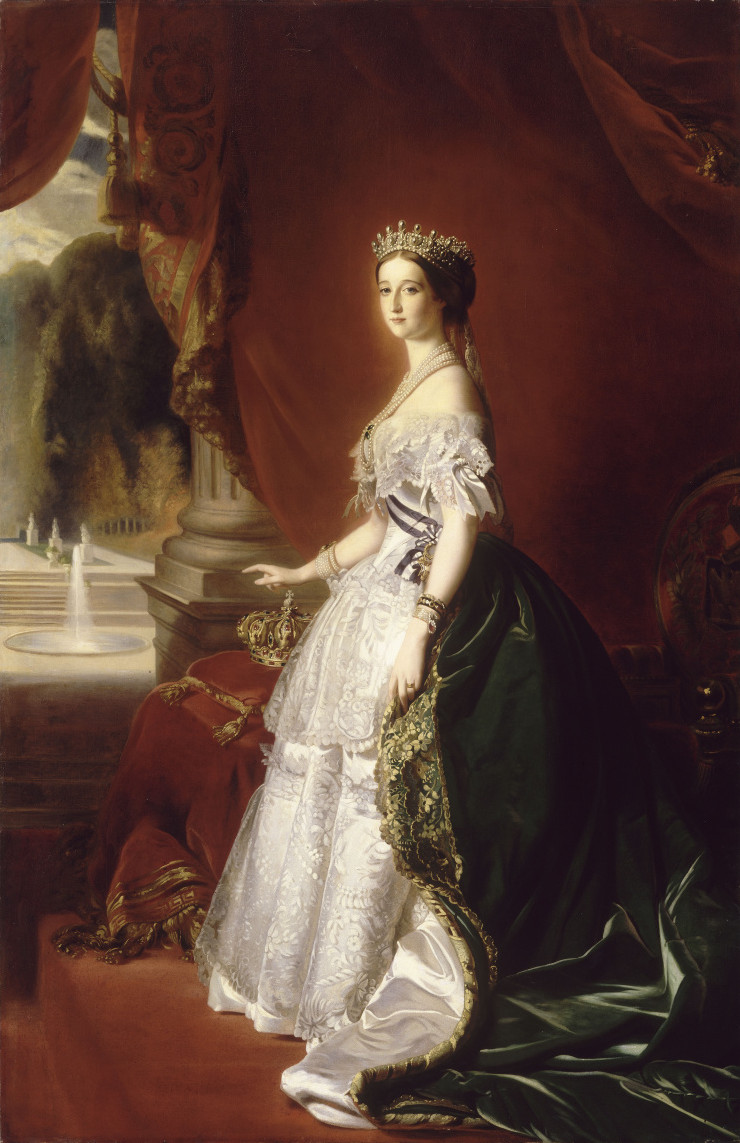
L'imperatrice Eugenia fu l'ultima sovrana di Francia. Dipinto di Franz Xaver Winterhalter, 1853.

Dall'814 in poi, ci sono state sessantasette consorti, delle quali sessantatré furono Regine, tre Imperatrici e una consorte regale (Madame de Maintenon, moglie morganatica del Re Sole). Anna di Bretagna fu l'unica sovrana a portare due volte e distintamente il titolo di Regina di Francia: prima come consorte di Carlo VIII (dal 1491 al 1498) poi di Luigi XII (dal 1499 al 1514). Si considera come ultima detentrice del titolo regale di Regina di Francia (e di Navarra) Maria Antonietta d'Asburgo-Lorena, moglie di Luigi XVI. Alla morte del marito, avvenuta il 21 gennaio 1793, la regina mantenne, per i legittimisti, il suo titolo, in quanto madre del nuovo re Luigi XVII, fino a quando non fu decapitata il 16 ottobre 1793. Il figlio morì in prigionia all'età di 10 anni l'8 giugno 1795: dalla morte della madre fino alla sua, il titolo di Regina rimase vacante.
Il Conte di Provenza, zio dell'ultimo re dell'Ancien Régime, già vantatosi del titolo di reggente alla morte del fratello, pur non essendo stato riconosciuto tale in quanto la priorità spettava a Maria Antonietta, assunse il nome di Luigi XVIII alla morte del nipote, ma ascese al trono solo il 6 aprile 1814. Sua moglie, Maria Giuseppina di Savoia, morta quattro anni prima, di fatto non ebbe mai il titolo della cognata. L'unica Regina di Francia (ma soltanto de jure) della Monarchia borbonica restaurata fu la figlia di Luigi XVI e Maria Antonietta, Maria Teresa Carlotta, la quale aveva sposato il cugino, figlio di Carlo X (fratello di Luigi XVI). Maria Teresa Carlotta fu "Regina di Francia e di Navarra" il 2 agosto 1830 per soli venti minuti, dopo l'abdicazione di Carlo X nei confronti del figlio, Luigi Antonio, che a sua volta abdicò in favore del nipote Enrico V; nonostante ciò, il Senato diede la corona all'esponente del ramo cadetto dei Borboni, Luigi Filippo d'Orléans. La moglie di quest'ultimo, Maria Amalia di Borbone-Due Sicilie, fu "Regina dei Francesi" e non Regina di Francia; sua madre Maria Carolina d'Asburgo-Lorena era la sorella di Maria Antonietta.
È interessante notare che anche nel periodo del Primo Impero francese il titolo di "Imperatrice dei Francesi" sia spettato ad una parente stretta di Maria Antonietta: l'imperatrice Maria Luisa era figlia di Francesco II, a sua volta figlio di Leopoldo II, Imperatore del Sacro Romano Impero, fratello di Maria Antonietta. L'ultima imperatrice francese fu la spagnola Eugenia de Montijo, consorte di Napoleone III, che contribuì a far rivalutare l'immagine di Maria Antonietta, per la quale nutriva un forte interesse, dando anche il via ad un tipo di moda direttamente ispirato a quello del XVIII secolo e collezionando gli oggetti personali dell'ultima regina dell'Ancien Régime.
Dal 1285 al 1328 le corone di Francia e di Navarra furono unite in virtù del matrimonio tra Giovanna I di Navarra e Filippo IV di Francia e della successione dei loro tre figli: Luigi X, Filippo V e Carlo IV. Perciò, le mogli di questi tre sovrani non furono solo Regine di Francia, ma anche di Navarra. Con la morte di Carlo IV, tuttavia, la Navarra passò fuori dai domini dei re francesi sino al 1589, quando sul trono salì Enrico III di Navarra, col nome di Enrico IV di Francia.
Dopo l'ascesa di Enrico, sua moglie Margherita di Valois, già principessa reale di Francia e Regina di Navarra, divenne anche Regina di Francia. Da questo momento sino al 1791 le Regine di Francia furono anche Regine di Navarra; la corona di Navarra fu ufficialmente unita a quella di Francia nel 1620, ma i sovrani francesi continuarono ad usare i titoli distinti sino alla rivoluzione. Il titolo di Re di Navarra fu riesumato con la Restaurazione e deposto con la rivoluzione del 1830. I Bonaparte e gli Orléans non lo utilizzarono.

### Reggenti

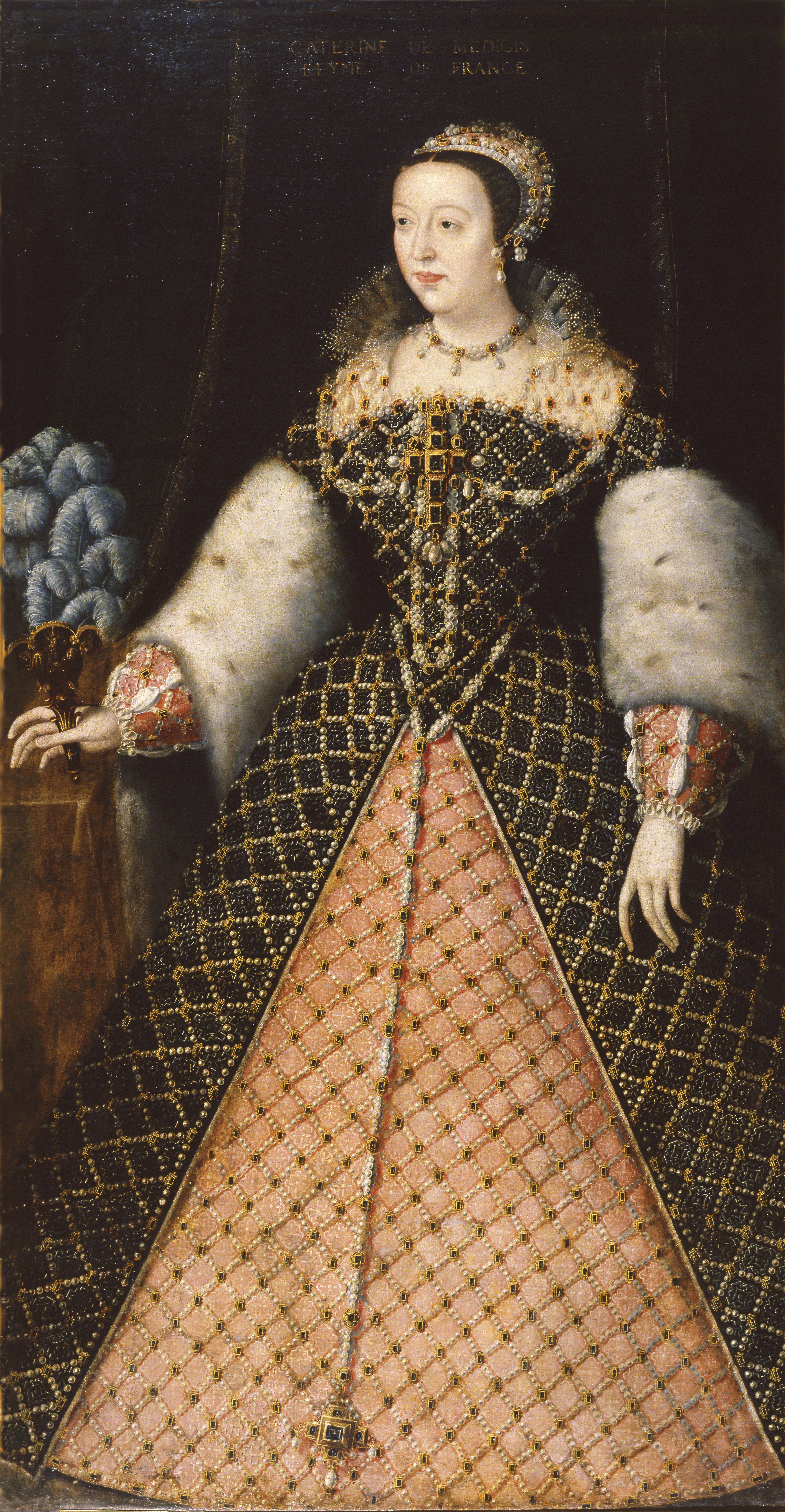
Caterina de' Medici fu una delle più celebri reggenti di Francia.

Alcune consorti ebbero pieni poteri come Reggenti della corona in determinati periodi (dovuti alla minore età dei figli sovrani o alle imprese belliche dei mariti):
- Anna di Kiev, reggente dal 1060 al 1066 per il figlio minorenne Filippo I;
- Adèle di Champagne, reggente dal 1190 al 1192 per il figlio Filippo II, impegnato nella terza crociata;
- Bianca di Castiglia, reggente per due volte:
  - 1226–1234: per il figlio minorenne Luigi IX;
  - 1248–1252: per il figlio Luigi IX, impegnato nella settima e ottava crociata;
- Giovanna di Borgogna, reggente a più riprese per il marito Filippo VI, impegnato nella Guerra dei cento anni;
- Isabella di Baviera, reggente - ma non formalmente - dal 1392 al 1420 a causa dell'insanità mentale del marito Carlo VI;
- Luisa di Savoia, reggente per due volte:
  - 1515: per il figlio Francesco I durante la prima campagna italiana;
  - 1525-1526: per il figlio Francesco I durante la seconda campagna italiana;
- Caterina de' Medici, reggente per tre volte:
  - 1552: per il marito Enrico II, impegnato nella campagna di Metz;
  - 1560-1563: per il figlio minorenne Carlo IX;
  - 1574: per il figlio Enrico III, prima che rientrasse dalla Polonia;
- Maria de' Medici, reggente dal 1610 al 1614 per il figlio minorenne Luigi XIII;
- Anna d'Austria, reggente dal 1643 al 1651 per il figlio minorenne Luigi XIV;
- Maria Teresa di Spagna, reggente nel 1672 per il marito Luigi XIV impegnato nella guerra d'Olanda;
- Maria Luisa d'Austria, reggente per due volte:
  - 1812: per il marito Napoleone I, impegnato nella campagna di Russia;
  - 1814: per Napoleone, coinvolto nella guerra contro la Sesta coalizione;
- Eugenia de Montijo, reggente per tre volte:
  - 1859: per il marito Napoleone III, coinvolto nella Seconda guerra d'indipendenza italiana;
  - 1865: per Napoleone III, in viaggio di Stato in Algeria;
  - 1870: per Napoleone III, impegnato nella Guerra franco-prussiana.

## Carolingi, Robertingi e Bosonidi (800–987)
| Ritratto | Nome (nascita–morte)                                                   | Data del matrimonio                | Regno           | Regno           | Genitori Famiglia d'origine                                  | Consorte          |
| Ritratto | Nome (nascita–morte)                                                   | Data del matrimonio                | Inizio          | Fine            | Genitori Famiglia d'origine                                  | Consorte          |
| -------- | ---------------------------------------------------------------------- | ---------------------------------- | --------------- | --------------- | ------------------------------------------------------------ | ----------------- |
|          | Ermengarda di Hesbaye (c.778 – 3 ottobre 818)                          | fra il 794 ed il 798               | 814             | 3 ottobre 818   | Ingramm di Hesbaye Rotrude                                   | Luigi I           |
|          | Giuditta di Baviera (800/805 – 19 aprile 843)                          | 819                                | 819             | 20 giugno 840   | Guelfo I Edvige di BavieraVecchi Welfen (ramo borgognone)    | Luigi I           |
|          | Ermentrude d'Orléans (27 settembre 830 – 6 ottobre 869)                | 13 dicembre 842                    | 13 dicembre 842 | 6 ottobre 869   | Oddone d'Orléans Engeltrude di FézensacAgilolfingi/Geroldini | Carlo II il Calvo |
|          | Richilde di Provenza (c.845 – 910 ed il 914)                           | 22 gennaio 870                     | 22 gennaio 870  | 6 ottobre 877   | Bivin di VienneBosonidi                                      | Carlo II il Calvo |
|          | Adelaide del Friuli (850/860 – 18 ottobre 900 opp. 18 novembre 901)    | 877                                | 877             | 879             | Adalardo di ParigiGirardidi                                  | Luigi II          |
|          | Riccarda di Svevia (c.840 – 894 o 900 circa o 906/911)                 | 1° ago 862                         | 12 dicembre 884 | 11 dicembre 887 | Ercangero di Svevia ImmaAhalolfingi                          | Carlo il Grosso   |
|          | Teoderada di Troyes (c.868 – 903)                                      | c.881                              | febbraio 888    | 1º gennaio 898  | Alerano II di Troyes                                         | Oddone            |
|          | Frederuna (c.887 – febbraio 917)                                       | 907                                | 907             | febbraio 917    | genitori sconosciuti                                         | Carlo III         |
|          | Eadgifu d'Inghilterra (902/905 oppure ca.905 – dopo il 951 oppure 953) | 918                                | 918             | 922             | Edoardo il Vecchio ElfledaWessex                             | Carlo III         |
|          | Beatrice di Vermandois (c.880 – 26 marzo 931)                          | c.890                              | 922             | 923             | Erberto I di Vermandois Liutgarda di MorvoisCarolingi        | Roberto I         |
|          | Emma di Francia (c.894 – 2 novembre 934)                               | Verso il 910 o tra il 911 e il 919 | 13 luglio 923   | 2 novembre 934  | Roberto I di Francia Beatrice di VermandoisRobertingi        | Rodolfo           |
|          | Gerberga di Sassonia (913/914 – 5 maggio 984)                          | 939                                | 939             | 954             | Enrico I di Sassonia Matilde di RingelheimOttoni             | Luigi IV          |
|          | Emma d'Italia (948/950 oppure ca. 948 – dopo il 988)                   | 966                                | 966             | 2 marzo 986     | Lotario II d'Italia Adelaide di BorgognaBosonidi             | Lotario           |

## Capetingi (987–1328)
La dinastia Capetingia salì al trono con l'elezione di Ugo Capeto a re da parte del clero e della nobiltà francesi. La Dinastia Capetingia, la linea di discendenza maschile di Ugo Capeto, governò la Francia con continuità dal 987 al 1792. Ai rami della dinastia che governarono dopo il 1328, comunque, viene generalmente dato il nome specifico del ramo: Valois e Borbone.
| Ritratto | Nome (nascita–morte)                                                          | Data del matrimonio | Regno             | Regno                            | Genitori Famiglia d'origine                                     | Consorte    |
| Ritratto | Nome (nascita–morte)                                                          | Data del matrimonio | Inizio            | Fine                             | Genitori Famiglia d'origine                                     | Consorte    |
| -------- | ----------------------------------------------------------------------------- | ------------------- | ----------------- | -------------------------------- | --------------------------------------------------------------- | ----------- |
|          | Adelaide d'Aquitania (c.945 – 1004)                                           | 968                 | 3 luglio 987      | 24 ottobre 996                   | Guglielmo III di Aquitania Adele di NormandiaRamnulfidi         | Ugo Capeto  |
|          | Rozala d'Ivrea (952 – 1003)                                                   | 1 aprile 988        | 988               | 996 ripudio                      | Berengario II d'Ivrea Willa III d'ArlesAnscarici                | Roberto II  |
|          | Berta di Borgogna (tra il 963 e il 967 – 16 gennaio tra il 1010 e il 1016)    | 996                 | 996               | 1001                             | Corrado III di Borgogna Matilde di FranciaGuelfi                | Roberto II  |
|          | Costanza d'Arles (27 marzo 988 circa – 25 luglio 1032)                        | 1003                | 1003              | 20 luglio 1031                   | Guglielmo I di Provenza Adelaide d'AngiòBosonidi                | Roberto II  |
|          | Matilda di Frisia (c.1024 – 1044)                                             | 1034                | 1034              | 1044                             | Liudolfo di Frisia Gertrude d'EguisheimBrunonidi                | Enrico I    |
|          | Anna di Kiev (1024/1032 – settembre 1075)                                     | 19 maggio 1051      | 19 maggio 1051    | 4 agosto 1060                    | Jaroslav I di Kiev Ingegerd OlofsdotterRjurikidi                | Enrico I    |
|          | Berta d'Olanda (c.1058 – 30 luglio 1093)                                      | 1072                | 1072              | 1092 ripudio                     | Fiorenzo I d'Olanda Gertrude di SassoniaGerulfingi              | Filippo I   |
|          | Bertrada di Montfort (c.1070 – 29 luglio 1117)                                | 15 maggio 1092      | 15 maggio 1092    | 29 luglio 1108                   | Simone I di Montfort Agnese d'ÉvreuxMontfort                    | Filippo I   |
|          | Adelaide di Savoia (1092 – 18 novembre 1154)                                  | 3 agosto 1115       | 3 agosto 1115     | 1º agosto 1137                   | Umberto II di Savoia Gisella o Giselda di BorgognaSavoia        | Luigi VI    |
|          | Eleonora d'Aquitania Duchessa d'Aquitania e Guascogna (1122 – 1º aprile 1204) | 22 luglio 1137      | 1º agosto 1137    | 21 marzo 1152 matrimonio nullo   | Guglielmo X di Aquitania Aénor di ChâtelleraultRamnulfidi       | Luigi VII   |
|          | Costanza di Castiglia (1138 – 6 ottobre 1160)                                 | 1154                | 1154              | 6 ottobre 1160                   | Alfonso VII di León Berengaria di BarcellonaAnscarici           | Luigi VII   |
|          | Adele di Champagne (c.1140 – 4 giugno 1206)                                   | 1164                | 1164              | 18 settembre 1180                | Tebaldo II di Champagne Matilde di CarinziaBlois                | Luigi VII   |
|          | Isabella di Hainaut (aprile 1170 – 14 o 15 marzo 1190)                        | 28 aprile 1180      | 28 aprile 1180    | 14 o 15 marzo 1190               | Baldovino V di Hainaut Margherita d'AlsaziaFiandra              | Filippo II  |
|          | Ingeburge di Danimarca (c.1176 – 29 luglio 1236)                              | 15 agosto 1193      | 15 agosto 1193    | 5 novembre 1193 matrimonio nullo | Valdemaro I di Danimarca Sofia di MinskEstridsen                | Filippo II  |
|          | Ingeburge di Danimarca (c.1176 – 29 luglio 1236)                              | 1213                | 14 luglio 1223    |                                  | Valdemaro I di Danimarca Sofia di MinskEstridsen                | Filippo II  |
|          | Agnese di Merania (1175 – 20 luglio 1201)                                     | 1º giugno 1196      | 1º giugno 1196    | 20 luglio 1201                   | Bertoldo IV d'Andechs Agnese di RochlitzAndechs                 | Filippo II  |
|          | Bianca di Castiglia (4 marzo 1188 – 27 novembre 1252)                         | 23 maggio 1200      | 14 luglio 1223    | 8 novembre 1226                  | Alfonso VIII di Castiglia Eleonora d'InghilterraAnscarici       | Luigi VIII  |
|          | Margherita di Provenza (primavera 1221 – 20 dicembre 1295)                    | 27 maggio 1234      | 27 maggio 1234    | 25 agosto 1270                   | Raimondo Berengario IV di Provenza Beatrice di SavoiaBarcellona | Luigi IX    |
|          | Isabella d'Aragona (1247 – 28 gennaio 1271)                                   | 28 maggio 1262      | 25 agosto 1270    | 28 gennaio 1271                  | Giacomo I d'Aragona Iolanda d'UngheriaBarcellona                | Filippo III |
|          | Maria di Brabante (1256 – 12 gennaio 1321)                                    | 21 agosto 1274      | 21 agosto 1274    | 5 ottobre 1285                   | Enrico III di Brabante Alice di BorgognaReginar                 | Filippo III |
|          | Giovanna I di Navarra Regina di Navarra (1º gennaio 1273 – 4 aprile 1305)     | 16 agosto 1284      | 5 ottobre 1285    | 4 aprile 1305                    | Enrico I di Navarra Bianca d'ArtoisChampagne                    | Filippo IV  |
|          | Margherita di Borgogna (1290 – 15 agosto 1315)                                | 23 settembre 1305   | 29 novembre 1314  | 15 agosto 1315                   | Roberto II di Borgogna Agnese di FranciaBorgogna                | Luigi X     |
|          | Clemenza d'Ungheria (8 febbraio 1293 – 12 ottobre 1328)                       | 19 agosto 1315      | 19 agosto 1315    | 5 giugno 1316                    | Carlo Martello d'Ungheria Clemenza d'AsburgoAngioini            | Luigi X     |
|          | Giovanna II di Borgogna (15 gennaio 1291 – 21 gennaio 1330)                   | 21 gennaio 1307     | 20 novembre 1316  | 3 gennaio 1322                   | Ottone IV di Borgogna Matilde di ArtoisAnscarici                | Filippo V   |
|          | Bianca di Borgogna (1296 – 29 aprile 1326)                                    | 2 febbraio 1308     | 21 febbraio 1322  | 9 maggio 1322 matrimonio nullo   | Ottone IV di Borgogna Matilde di ArtoisAnscarici                | Carlo IV    |
|          | Maria del Lussemburgo (1304 – 21 marzo 1324)                                  | 21 settembre 1322   | 21 settembre 1322 | 21 marzo 1324                    | Enrico VII di Lussemburgo Margherita di LussemburgoLussemburgo  | Carlo IV    |
|          | Giovanna d'Évreux (maggio 1310 – 4 marzo 1370)                                | 13 luglio 1325      | 13 luglio 1325    | 1º febbraio 1328                 | Luigi d'Évreux Margherita d'ArtoisÉvreux                        | Carlo IV    |

## Valois (1328–1589)

### Valois (1328-1498)
| Ritratto | Nome (nascita–morte)                                                     | Data del matrimonio | Regno             | Regno             | Genitori Famiglia d'origine                               | Consorte                                |
| Ritratto | Nome (nascita–morte)                                                     | Data del matrimonio | Inizio            | Fine              | Genitori Famiglia d'origine                               | Consorte                                |
| -------- | ------------------------------------------------------------------------ | ------------------- | ----------------- | ----------------- | --------------------------------------------------------- | --------------------------------------- |
|          | Giovanna di Borgogna (circa 1293 – 12 dicembre 1348)                     | luglio 1313         | 27 maggio 1328    | 12 dicembre 1348  | Roberto II di Borgogna Agnese di FranciaBorgogna          | Filippo VI                              |
|          | Bianca di Navarra (1333 – 5 ottobre 1398)                                | gennaio 1349        | gennaio 1349      | 22 agosto 1350    | Filippo III di Navarra Giovanna II di NavarraÉvreux       | Filippo VI                              |
|          | Giovanna I d'Alvernia (8 maggio 1326 – 20 settembre 1360)                | 13 febbraio 1349    | 26 settembre 1350 | 20 settembre 1360 | Guglielmo XII d'Alvernia Margherita d'ÉvreuxAlvernia      | Giovanni II                             |
|          | Giovanna di Borbone (3 febbraio 1338 – 6 febbraio 1378)                  | 8 aprile 1350       | 19 maggio 1364    | 6 febbraio 1378   | Pietro I di Borbone Isabella di ValoisBorbone             | Carlo V                                 |
|          | Isabella di Baviera (c.1370 – 24 settembre 1435)                         | 17 luglio 1385      | 17 luglio 1385    | 21 ottobre 1422   | Stefano III di Baviera Taddea ViscontiWittelsbach         | Carlo VI                                |
|          | Margherita d'Angiò (23 marzo 1430 – 25 agosto 1482) non riconosciuta     | 23 aprile 1445      | 23 aprile 1445    | 19 ottobre 1453   | Renato I di Napoli Isabella di LorenaAngiò-Valois         | Enrico II (già Enrico VI d'Inghilterra) |
|          | Maria d'Angiò (14 ottobre 1404 – 29 novembre 1463)                       | 22 aprile 1422      | 18 dicembre 1422  | 22 luglio 1461    | Luigi II d'Angiò Iolanda di AragonaAngiò-Valois           | Carlo VII                               |
|          | Carlotta di Savoia (11 novembre 1441 – 1º dicembre 1483)                 | 14 febbraio 1451    | 22 luglio 1461    | 30 agosto 1483    | Ludovico di Savoia Anna di CiproSavoia                    | Luigi XI                                |
|          | Anna di Bretagna Duchessa di Bretagna (25 gennaio 1477 – 9 gennaio 1514) | 6 dicembre 1491     | 6 dicembre 1491   | 7 aprile 1498     | Francesco II di Bretagna Margherita di FoixDreux-Montfort | Carlo VIII                              |

### Valois-Orléans (1498–1515)
| Ritratto | Nome (nascita–morte)                                                     | Data del matrimonio | Regno           | Regno                          | Genitori Famiglia d'origine                               | Consorte  |
| Ritratto | Nome (nascita–morte)                                                     | Data del matrimonio | Inizio          | Fine                           | Genitori Famiglia d'origine                               | Consorte  |
| -------- | ------------------------------------------------------------------------ | ------------------- | --------------- | ------------------------------ | --------------------------------------------------------- | --------- |
|          | Giovanna di Francia (23 aprile 1464 – 4 febbraio 1505)                   | 8 settembre 1473    | 7 aprile 1498   | dicembre 1498 matrimonio nullo | Luigi XI di Francia Carlotta di SavoiaValois              | Luigi XII |
|          | Anna di Bretagna Duchessa di Bretagna (25 gennaio 1477 – 9 gennaio 1514) | 8 gennaio 1499      | 8 gennaio 1499  | 9 gennaio 1514                 | Francesco II di Bretagna Margherita di FoixDreux-Montfort | Luigi XII |
|          | Maria d'Inghilterra (18 marzo 1496 – 25 giugno 1533)                     | 5 novembre 1514     | 5 novembre 1514 | 1º gennaio 1515                | Enrico VII d'Inghilterra Elisabetta di YorkTudor          | Luigi XII |

### Valois-Angoulême (1515–1589)
| Ritratto | Nome (nascita–morte)                                                       | Data del matrimonio | Regno            | Regno           | Genitori Famiglia d'origine                                 | Consorte     |
| Ritratto | Nome (nascita–morte)                                                       | Data del matrimonio | Inizio           | Fine            | Genitori Famiglia d'origine                                 | Consorte     |
| -------- | -------------------------------------------------------------------------- | ------------------- | ---------------- | --------------- | ----------------------------------------------------------- | ------------ |
|          | Claudia di Francia Duchessa di Bretagna (13 ottobre 1499 – 20 luglio 1524) | 18 maggio 1514      | 1º gennaio 1515  | 20 luglio 1524  | Luigi XII di Francia Anna di BretagnaValois-Orléans         | Francesco I  |
|          | Eleonora d'Austria (15 novembre 1498 – 18 febbraio 1558)                   | 5 marzo 1532        | 5 marzo 1532     | 31 marzo 1547   | Filippo I di Castiglia Giovanna di CastigliaAsburgo         | Francesco I  |
|          | Caterina de' Medici (13 aprile 1519 – 5 gennaio 1589)                      | 28 ottobre 1533     | 10 giugno 1549   | 10 luglio 1559  | Lorenzo II de' Medici Maddalena de La Tour d'AuvergneMedici | Enrico II    |
|          | Maria Stuart Regina di Scozia (8 dicembre 1542 – 8 febbraio 1587)          | 10 luglio 1559      | 10 luglio 1559   | 5 dicembre 1560 | Giacomo V di Scozia Maria di GuisaStuart                    | Francesco II |
|          | Elisabetta d'Austria (5 luglio 1554 – 22 gennaio 1592)                     | 26 novembre 1570    | 26 novembre 1570 | 30 maggio 1574  | Massimiliano II d'Asburgo Maria di SpagnaAsburgo d'Austria  | Carlo IX     |
|          | Luisa di Lorena (30 aprile 1553 – 24 gennaio 1601)                         | 15 febbraio 1575    | 15 febbraio 1575 | 2 agosto 1589   | Nicola di Lorena Margherita di EgmontLorena                 | Enrico III   |

## Borbone (1589–1792)
| Ritratto | Nome (nascita–morte)                                             | Data del matrimonio | Regno            | Regno                     | Genitori Famiglia d'origine                                        | Consorte    |
| Ritratto | Nome (nascita–morte)                                             | Data del matrimonio | Inizio           | Fine                      | Genitori Famiglia d'origine                                        | Consorte    |
| -------- | ---------------------------------------------------------------- | ------------------- | ---------------- | ------------------------- | ------------------------------------------------------------------ | ----------- |
|          | Margherita di Valois (14 maggio 1553 – 27 marzo 1615)            | 18 agosto 1572      | 2 agosto 1589    | 17 dicembre 1599 divorzio | Enrico II di Francia Caterina de' MediciValois-Angoulême           | Enrico IV   |
|          | Maria de' Medici (26 aprile 1575 – 3 luglio 1642)                | 17 dicembre 1600    | 17 dicembre 1600 | 14 maggio 1610            | Francesco I de' Medici Giovanna d'AustriaMedici                    | Enrico IV   |
|          | Anna d'Austria (22 settembre 1601 – 20 gennaio 1666)             | 24 novembre 1615    | 24 novembre 1615 | 14 maggio 1643            | Filippo III di Spagna Margherita d'Austria-StiriaAsburgo di Spagna | Luigi XIII  |
|          | Maria Teresa di Spagna (10 settembre 1638 – 30 luglio 1683)      | 9 giugno 1660       | 9 giugno 1660    | 30 luglio 1683            | Filippo IV di Spagna Elisabetta di FranciaAsburgo di Spagna        | Luigi XIV   |
|          | Maria Leszczyńska (23 giugno 1703 – 24 giugno 1768)              | 4 settembre 1725    | 4 settembre 1725 | 24 giugno 1768            | Stanislao Leszczyński Caterina OpalińskaLeszczyński                | Luigi XV    |
|          | Maria Antonietta d'Austria (2 novembre 1755 – 16 ottobre 1793)   | 16 maggio 1770      | 10 maggio 1774   | 21 settembre 1792         | Francesco I di Lorena Maria Teresa d'AustriaAsburgo-Lorena         | Luigi XVI   |
|          | Maria Giuseppina di Savoia (2 settembre 1753 – 13 novembre 1810) | 14 maggio 1771      | 8 giugno 1795    | 13 novembre 1810          | Vittorio Amedeo III di Savoia Maria Antonia di SpagnaSavoia        | Luigi XVIII |

Dal 21 gennaio 1793 (data della decapitazione di Luigi XVI) all'8 giugno 1795, il Delfino Luigi Carlo fu considerato re come Luigi XVII di Francia dalle monarchie europee; il bambino fu re solo de iure, poiché de facto era imprigionato nella Torre del Tempio, dove morì a dieci anni. Dopo la sua morte, il titolo di re di Francia e di Navarra fu reclamato da suo zio, il conte di Provenza, come Luigi XVIII, che diventò re de facto solo nel 1814. Pertanto sua moglie, Maria Giuseppina di Savoia, fu regina titolare di Francia e di Navarra dal 1795 al 1810 (anno della sua morte), ma non lo fu mai realmente, dal momento che premorì alla proclamazione ufficiale del marito.

## Bonaparte (1804–1814)
| Ritratto       | Nome (nascita–morte)                                        | Data del matrimonio | Regno           | Regno                    | Genitori Famiglia d'origine                                                                  | Consorte    |
| Ritratto       | Nome (nascita–morte)                                        | Data del matrimonio | Inizio          | Fine                     | Genitori Famiglia d'origine                                                                  | Consorte    |
| -------------- | ----------------------------------------------------------- | ------------------- | --------------- | ------------------------ | -------------------------------------------------------------------------------------------- | ----------- |
|                | Giuseppina di Beauharnais (23 giugno 1763 – 29 maggio 1814) | 9 marzo 1796        | 2 dicembre 1804 | 10 gennaio 1810 divorzio | Joseph-Gaspard Tascher de La Pagerie Rose-Claire des Vergers de SannoisTascher de La Pagerie | Napoleone I |
|                | Maria Luisa d'Austria (12 dicembre 1791 – 17 dicembre 1847) | 1º aprile 1810      | 1º aprile 1810  | 6 aprile 1814            | Francesco I d'Austria Maria Teresa di Napoli e SiciliaAsburgo-Lorena                         | Napoleone I |
| 1º aprile 1810 | Maria Luisa d'Austria (12 dicembre 1791 – 17 dicembre 1847) | 20 marzo 1815       | 22 giugno 1815  |                          | Francesco I d'Austria Maria Teresa di Napoli e SiciliaAsburgo-Lorena                         | Napoleone I |

## Borbone (1815–1830)
| Ritratto | Nome (nascita–morte)                                                                   | Data del matrimonio | Regno         | Regno         | Genitori Famiglia d'origine                                       | Consorte  |
| Ritratto | Nome (nascita–morte)                                                                   | Data del matrimonio | Inizio        | Fine          | Genitori Famiglia d'origine                                       | Consorte  |
| -------- | -------------------------------------------------------------------------------------- | ------------------- | ------------- | ------------- | ----------------------------------------------------------------- | --------- |
|          | Maria Teresa Carlotta di Francia (19 dicembre 1778 – 19 ottobre 1851) non riconosciuta | 9 giugno 1799       | 2 agosto 1830 | 2 agosto 1830 | Luigi XVI di Francia Maria Antonietta d'AustriaBorbone di Francia | Luigi XIX |

## Borbone-Orléans (1830–1848)
| Ritratto | Nome (nascita–morte)                                            | Data del matrimonio | Regno         | Regno            | Genitori Famiglia d'origine                                                                  | Consorte      |
| Ritratto | Nome (nascita–morte)                                            | Data del matrimonio | Inizio        | Fine             | Genitori Famiglia d'origine                                                                  | Consorte      |
| -------- | --------------------------------------------------------------- | ------------------- | ------------- | ---------------- | -------------------------------------------------------------------------------------------- | ------------- |
|          | Maria Amalia delle Due Sicilie (26 aprile 1782 – 24 marzo 1866) | 25 novembre 1809    | 9 agosto 1830 | 24 febbraio 1848 | Ferdinando IV di Napoli e III di Sicilia Maria Carolina d'AustriaBorbone di Napoli e Sicilia | Luigi Filippo |

## Bonaparte (1852–1870)
| Ritratto | Nome (nascita–morte)                                | Data del matrimonio | Regno           | Regno            | Genitori Famiglia d'origine                                              | Consorte      |
| Ritratto | Nome (nascita–morte)                                | Data del matrimonio | Inizio          | Fine             | Genitori Famiglia d'origine                                              | Consorte      |
| -------- | --------------------------------------------------- | ------------------- | --------------- | ---------------- | ------------------------------------------------------------------------ | ------------- |
|          | Eugenia de Montijo (5 maggio 1826 – 11 luglio 1920) | 30 gennaio 1853     | 30 gennaio 1853 | 4 settembre 1870 | Cipriano de Palafox y Portocarrero María Manuela KirkpatrickPortocarrero | Napoleone III |

La sconfitta francese nella guerra franco-prussiana portò alla caduta del Secondo impero, alla proclamazione della Terza repubblica ed alla definitiva abolizione dell'istituto monarchico in Francia.